# Jean Becker
Pour les articles homonymes, voir Becker.
Jean Becker est un réalisateur et scénariste français, né le 10 mai 1933 à Paris.

## Biographie

### Origines familiales
Jean Louis Paul Becker naît le 10 mai 1933 au 7 rue Narcisse-Diaz dans le 16e arrondissement de Paris, du réalisateur Jacques Becker et de son épouse Geneviève Boyard.
Il est le frère d'Étienne et Sophie Becker, cette dernière étant devenue l'épouse de l'acteur Pierre Vaneck. Jean Becker est aussi le demi-frère de Marie Becker, fille de Jacques Becker et de l'actrice Françoise Fabian, également née le 10 mai 1933.

### Carrière
Jean Becker commence sa carrière en tant que stagiaire assistant réalisateur dans le film de son père, Touchez pas au grisbi en 1953, classique du film de gangster français qui contribue à relancer la carrière de Jean Gabin et lancer la carrière cinématographique de Lino Ventura. Il reste assistant réalisateur des films de Jacques Becker pour Montparnasse 19 (1958) et Le Trou (1959). Il est aussi assistant réalisateur pour Julien Duvivier et Henri Verneuil.
Son père meurt juste après avoir fini Le Trou, et Jean Becker se lance dans l'aventure de la réalisation avec Un nommé La Rocca avec Jean-Paul Belmondo (1961), qu'il emploiera dans Échappement libre et Tendre Voyou. Ces films obtiendront des succès commerciaux.
En 1963, il réalise un court métrage, Signé Berthe et Blanche, avec Gaby Morlaix, Suzanne Dehelly, Vic Laurens.
Après avoir réalisé les épisodes de la série télévisée à succès Les Saintes Chéries et Pas de caviar pour tante Olga, incursion inattendue dans le comique farfelu, il fait une pause de près de vingt ans, pendant lesquels il devient « un stakhanoviste du film publicitaire » (dixit Le Monde mai 1983), avant de revenir au cinéma pour réaliser le polar L'Été meurtrier (1983).
Ce film s'inspire d'un roman de Sébastien Japrisot qui signe lui-même l'adaptation de son livre. Japrisot scénarisera ensuite deux autres films de Becker, Les Enfants du marais et Un crime au Paradis.
Mettant en vedette Isabelle Adjani, Alain Souchon et Michel Galabru, L'Été meurtrier est d'abord présenté en compétition au Festival de Cannes en mai 1983 avant d'obtenir un grand succès critique et commercial lors de sa sortie. Le film décroche de plus neuf nominations aux Césars, dont celles du meilleur film et du meilleur réalisateur pour Becker.
Malgré le succès de L'Été meurtrier, Becker retourne dans le monde de la publicité. En 1986, il obtient le César du meilleur film publicitaire pour Le Clemenceau, une publicité pour la Citroën Visa GTI tournée sur le porte-avions français Clemenceau, sur une idée de Jacques Séguéla.
Becker fait un retour au cinéma en 1995 en réalisant le drame de mœurs Élisa, avec Vanessa Paradis et Gérard Depardieu. Vanessa Paradis, qui tient son deuxième grand rôle au cinéma après Noce blanche, incarne une jeune femme à l'enfance troublée qui part à la recherche de son père.
Depuis le succès public et critique d'Élisa, Becker tourne régulièrement avec les mêmes acteurs, entre autres, Jacques Villeret, Suzanne Flon et André Dussollier pour les succès Les Enfants du marais (avec Michel Serrault), Un crime au Paradis (avec Josiane Balasko), reprise du film La Poison de Sacha Guitry, et Effroyables Jardins (avec Thierry Lhermitte et Benoît Magimel) d'après le livre éponyme de Michel Quint.
En 2005, il est président du jury au Festival du cinéma russe à Honfleur.
Il a fait tourner Daniel Auteuil et Jean-Pierre Darroussin dans Dialogue avec mon jardinier, sorti en 2007.
Puis c'est au tour d'Albert Dupontel de tenir le rôle principal de Deux Jours à tuer où il partage l’affiche avec Marie-Josée Croze et Pierre Vaneck.
En septembre 2009, il tourne La Tête en friche, dans sa patrie de la Charente-Maritime, avec Gérard Depardieu et Gisèle Casadesus.
Le film suivant, Bienvenue parmi nous, est un échec et ne fut pas montré à la presse.
Puis en 2014, c'est la chronique hospitalière Bon Rétablissement !, qui est un succès mitigé même si le cinéaste atteint la première place au box-office hebdomadaire.
Son film suivant, tourné en 2017, est Le Collier rouge, adaptation du roman homonyme de Jean-Christophe Rufin.
Il est président du jury lors de la troisième édition du Festival Films courts de Dinan en 2019.
En 2021, Becker tourne la comédie dramatique Les Volets verts. Le film est tiré d'un roman de Georges Simenon adapté par Jean-Loup Dabadie, qui signe ici ce qui sera son dernier scénario. Gérard Depardieu y incarne une vedette de cinéma sur le retour. Le film sort en août 2022 et fait l'objet d'une critique tiède. Il fera par la suite parler de lui  pour de mauvaises raisons : en 2024, Depardieu se voit accusé d'agressions pendant le tournage du film.

### Vie privée

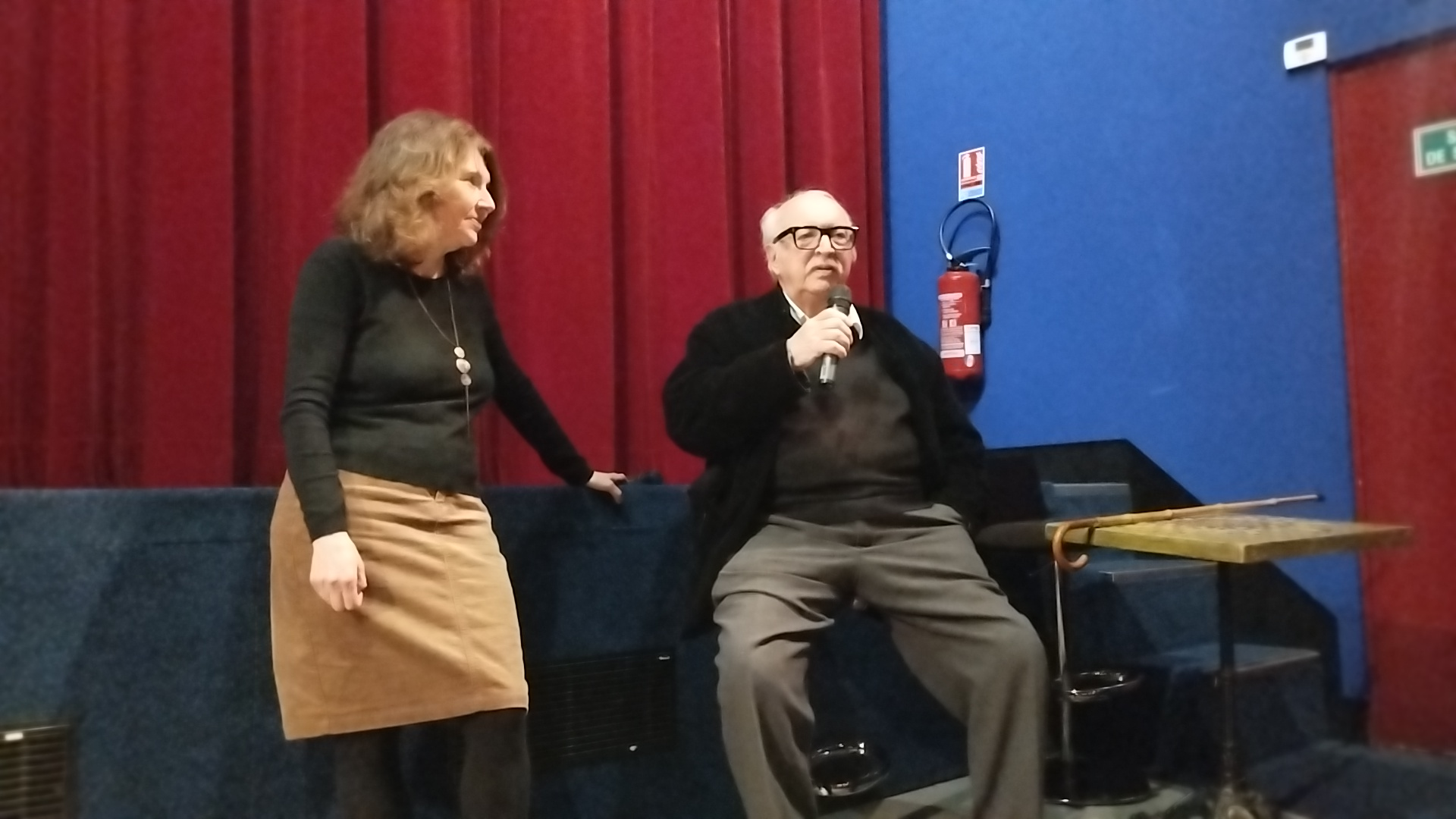
Jean Becker présentant la version restaurée de son film Échappement libre (1964) au cinéma Studio 28 de Montmartre, le 28 mars 2024.

Jean Becker est devenu l'époux d'Yvonne Jacqueline Louise Dorot.
Ils ont eu un fils, Louis Becker, qui est devenu producteur et a produit les films de son père à partir d'Effroyables Jardins.
Par sa sœur Sophie qui a épousé Pierre Vaneck, Jean Becker est aussi le grand-oncle des acteurs Aurélie et Thibaud Vaneck.

## Thématiques
Une constante dans ses films est de montrer une France non-parisienne, qu'elle soit des petites villes, rurale ou maritime. Une section définie par « les braves gens » et la « vieille France », habituellement méprisée au cinéma. Cela lui est reproché par un pan de la critique, notamment le site Critikat,, qui y voit une nostalgie passéiste et fantasmée avec un clivage Paris/Province.

## Filmographie

### Réalisateur

#### Courts métrages
- 1963 : Signé Berthe et Blanche
- 1991 : Contre l'oubli, court métrage collectif

#### Longs métrages
- 1961 : Un nommé La Rocca
- 1964 : Échappement libre
- 1965 : Pas de caviar pour tante Olga
- 1966 : Tendre Voyou
- 1983 : L'Été meurtrier
- 1995 : Élisa
- 1999 : Les Enfants du marais
- 2001 : Un crime au Paradis
- 2003 : Effroyables Jardins
- 2007 : Dialogue avec mon jardinier
- 2008 : Deux Jours à tuer
- 2010 : La Tête en friche
- 2012 : Bienvenue parmi nous
- 2014 : Bon Rétablissement !
- 2018 : Le Collier rouge
- 2022 : Les Volets verts

#### Télévision
- 1965 : Les Saintes Chéries (série)
- 1994: Ne m'appelez pas petite avec Fabrice Luchini et Lio

### Assistant réalisateur
- 1954 : Touchez pas au grisbi de Jacques Becker
- 1954 : Ali Baba et les Quarante Voleurs de Jacques Becker
- 1958 : Maxime de Henri Verneuil
- 1958 : Montparnasse 19 de Jacques Becker
- 1959 : Le Grand Chef de Henri Verneuil
- 1960 : Le Trou de Jacques Becker

## Résultats au box-office

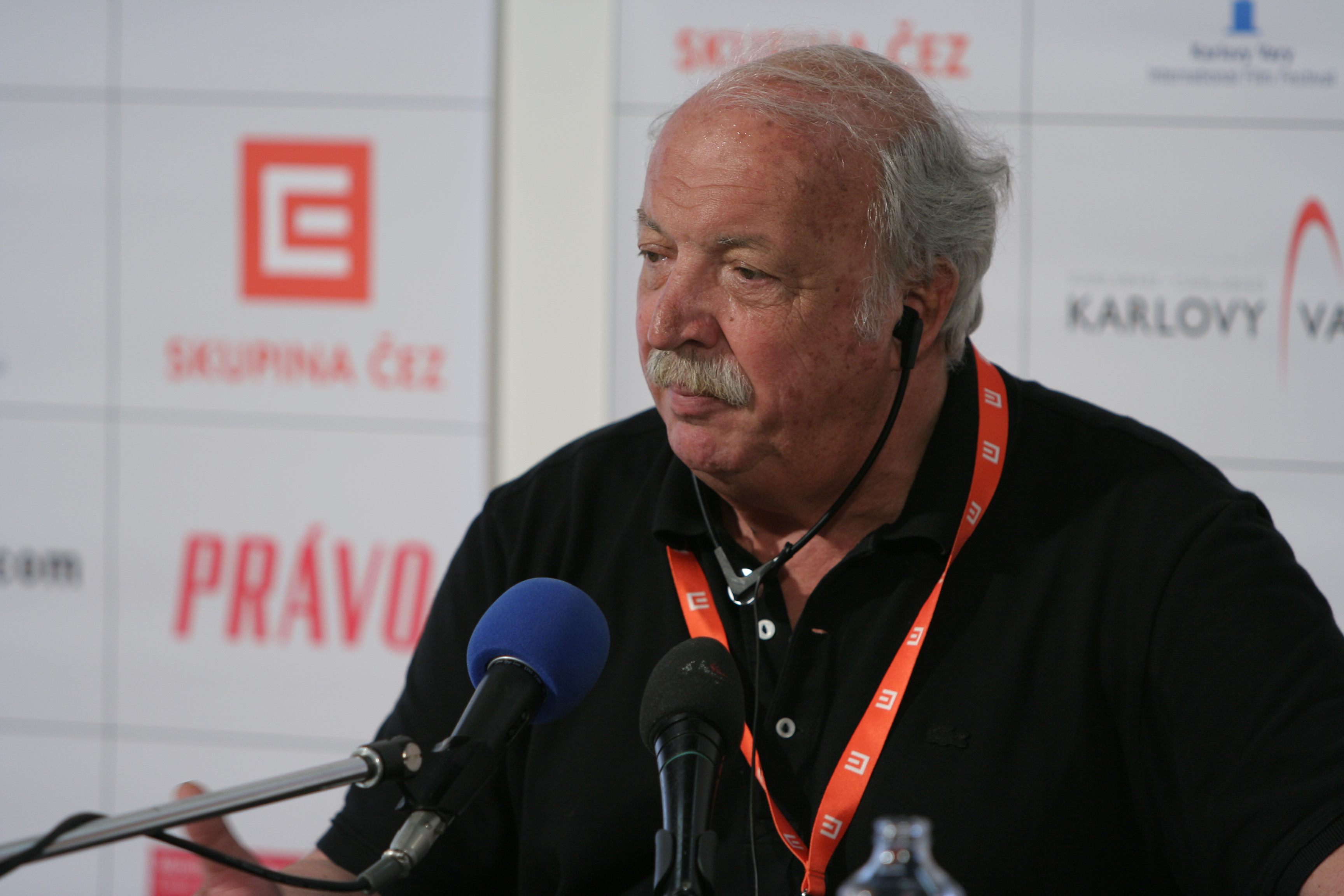
Jean Becker au 42e Festival international du film de Karlovy Vary en 2007.

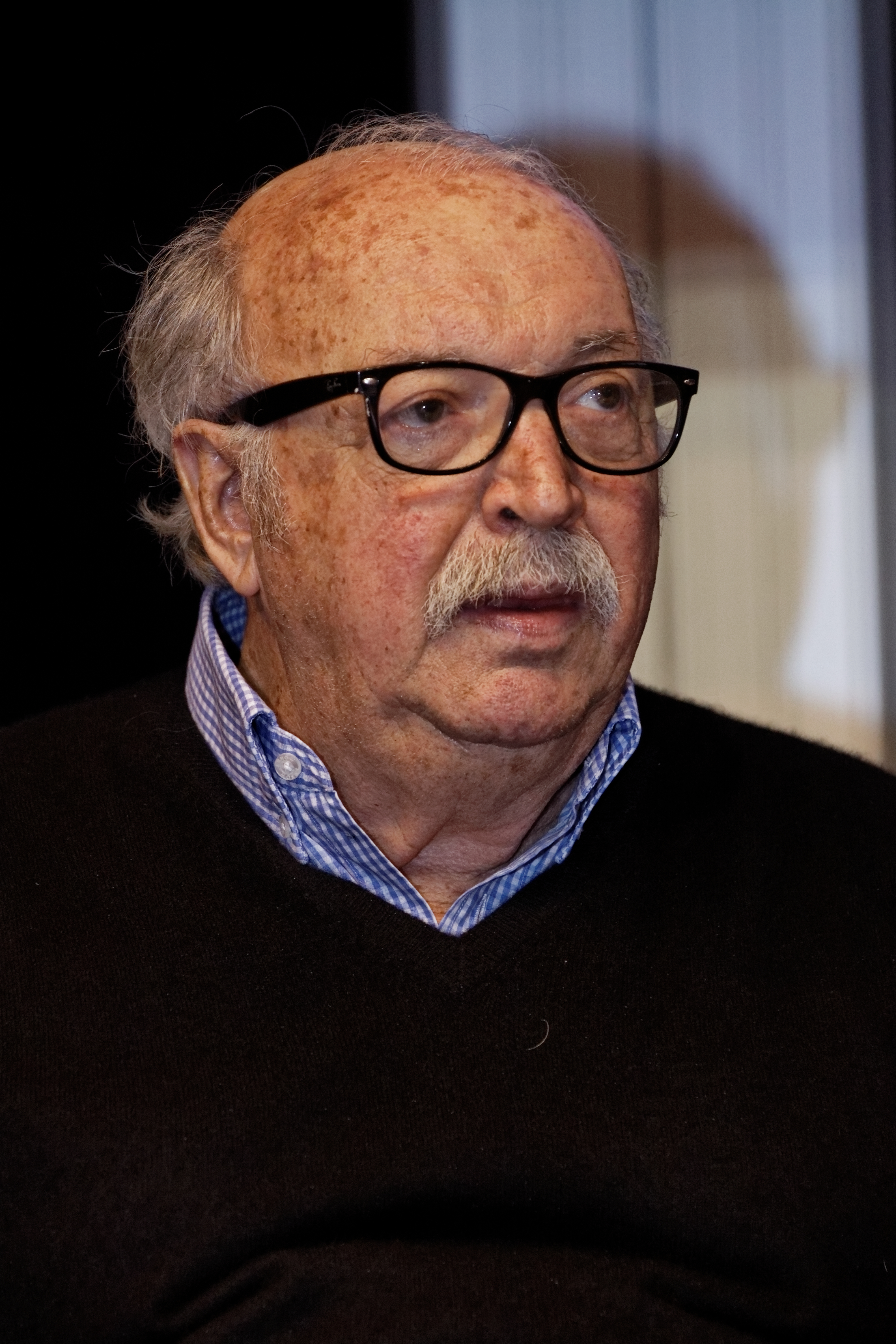
Jean Becker lors du Salon du livre de Paris en 2012.

| Film                          | Année | Box-office France  |
| Un nommé La Rocca             | 1961  | 1 193 387 entrées  |
| Échappement libre             | 1964  | 2 007 088 entrées  |
| Pas de caviar pour tante Olga | 1965  | 650 730 entrées    |
| Tendre Voyou                  | 1966  | 1 970 023 entrées  |
| L’Été meurtrier               | 1983  | 5 137 040 entrées  |
| Élisa                         | 1995  | 2 535 193 entrées  |
| Les Enfants du marais         | 1999  | 2 136 345 entrées  |
| Un crime au Paradis           | 2001  | 2 137 829 entrées  |
| Effroyables Jardins           | 2003  | 1 035 142 entrées  |
| Dialogue avec mon jardinier   | 2007  | 1 366 765 entrées  |
| Deux Jours à tuer             | 2008  | 1 088 611 entrées  |
| La Tête en friche             | 2010  | 1 271 856 entrées  |
| Bienvenue parmi nous          | 2012  | 185 050 entrées    |
| Bon Rétablissement !          | 2014  | 537 563 entrées    |
| Le Collier rouge              | 2018  | 335 613 entrées    |
| Les Volets verts              | 2022  | 320 270 entrées    |
| Total                         | -     | 23 946 505 entrées |

## Distinctions

### Décorations
- Commandeur de l'ordre des Arts et des Lettres (2009)[11]
- Officier de la Légion d'honneur. Le 31 décembre 2014, il est élevé au rang d'Officier de la Légion d'Honneur, il est décoré le 30 mars 2015[12],[13].

### Récompenses
- 1986 : César du meilleur film publicitaire pour Le Clemenceau

### Sélections et nominations
- Sélectionné en compétition au festival de Cannes 1983 pour L'Été meurtrier
- César du cinéma :
  - 1984 : nommé dans les catégories meilleur film et meilleur réalisateur pour L'Été meurtrier
  - 2000 : nommé dans les catégories meilleur film et meilleurs réalisateur pour Les Enfants du marais
  - 2009 : nommé dans la catégorie meilleure adaptation avec Éric Assous et François d'Épenoux pour Deux Jours à tuer
- Prix Jacques-Prévert du scénario 2009 : nommé dans la catégorie adaptation avec Éric Assous pour Deux Jours à tuer

### Festival
- Président d'honneur du festival « Un réalisateur dans la ville », en 2010 à Nîmes, festival parrainé par Carole Bouquet et Gérard Depardieu.
- Président du jury à la 20e édition du Festival du cinéma russe à Honfleur.